# Pedro Juan Perpiñán
Compléments
Humaniste et brillant orateur il a laissé d'importants discours au style cicéronien
Pedro Juan Perpiñán, né en 1530 à Elche, au Royaume de Valence (Espagne) et mort à Paris le 28 octobre 1566, était un prêtre jésuite espagnol, orateur et prédicateur, pédagogue et humaniste de renom. Il fut l'auteur de divers discours et oraisons funèbres.

## Biographie

### Jeunesse et formation
Pedro Juan Perpiñán naquit en 1530 à Elche, au Royaume de Valence, où il fut instruit dans les lettres grecques et latines. Sa famille appartenait à la petite noblesse de la région. Pedro a déjà fait des études de philosophie et de théologie lorsque, à l’âge de 21 ans, il entre avec son frère Louis dans la Compagnie de Jésus (30 septembre 1551). Il fait son noviciat à Coimbra . Il enseigne les sciences humaines pendant quelques mois à la nouvelle école jésuite de Lisbonne à partir de 1553, puis dans une autre récemment fondée à Evora, où il donna la leçon inaugurale. C’est à Evora où il est ordonné prêtre en octobre 1554.

### A Coimbra
De 1555 à 1561 le père Perpiñán enseigne la rhétorique et l’éloquence à Coimbra. Sa renommée comme orateur est déjà telle que, en 1555, il est appelé à prononcer l’oraison funèbre du prince Louis (1506-1555), frère du roi Jean III du Portugal. Il est invité à prêcher dans l’église Sainte-Élisabeth, à Lisbonne, où son éloquence retient facilement les fidèles durant plusieurs heures.

### AuCollège romain
En 1560 le père Perpiñán est appelé à Rome par le supérieur général Diego Lainez pour y renforcer le corps professoral du ‘Collège romain’ fondé une dizaine d’années auparavant par Ignace de Loyola. Il s’y trouve en compagnie de Juan de Mariana, Francisco de Toledo et Diego Ledesma. Durant son séjour a Rome (septembre 1561 à aout 1565), il est contact avec d’autres humanistes tel le vénitien Paolo Manuzio.
Perpiñán est assez critique des méthodes pédagogiques du ‘Collège romain’ et écrit sur la nécessité d’y revoir le curriculum et d’y améliorer la pédagogie. Ses idées influenceront, par l’intermédiaire de Francesco Adorno (1533-1586), la rédaction  du ‘Ratio Studiorum’ des Jésuites. Il semble être celui qui suggéra l’idée d’une ‘remise de prix’ aux étudiants exceptionnels, pratique de fin d’année académique aujourd’hui courante dans les collèges jésuites. Comme Juan Luis Vives, un autre humaniste contemporain, il estimait que l’enseignement de la logique devrait précéder celui de la rhétorique. Il recommandait la lecture des classiques latins. Son modèle personnel était Cicéron. Le style oratoire du père Perpiñán lui-même peut être dit ‘cicéronien’.

### A Lyon et Paris
En 1565, il est envoyé en France, d’abord à Lyon, puis à Paris. À Lyon il commença le 3 octobre 1565 son enseignement sur l’Écriture sainte dans le nouveau collège de la Trinité, donnant ses leçons trois fois par semaine. Le P. Dominique de Colonia se trompe quand il écrit, dans son Histoire littéraire de Lyon, t.2, p. 693, que le P. Perpiñán faisait outre cela, une classe de rhétorique ; on voit le contraire par ses lettres.
À Paris le climat religieux est différent. La Sorbonne est hostile à la Compagnie de Jésus qui, bien qu'approuvée par le pape Paul IV en 1540, n’avait pas encore été vraiment acceptée dans les milieux ecclésiastiques de Paris. Perpiñán écrivit une défense des Jésuites contre les attaques de la Sorbonne.
Bien que très actif -  Perpiñán passait cinq heures par jour à préparer ses cours – le jeune prêtre n’était pas en bonne santé. Le père Pedro Juan Perpiñán meurt à Paris le 28 octobre 1566; il n’avait que 36 ans, La plupart de ses œuvres furent publiées de manière posthume. Et sa réputation grandit après sa mort. Deux siècles après sa mort, en 1749, ses œuvres complètes furent publiées à Rome, en trois volumes.

## Écrits

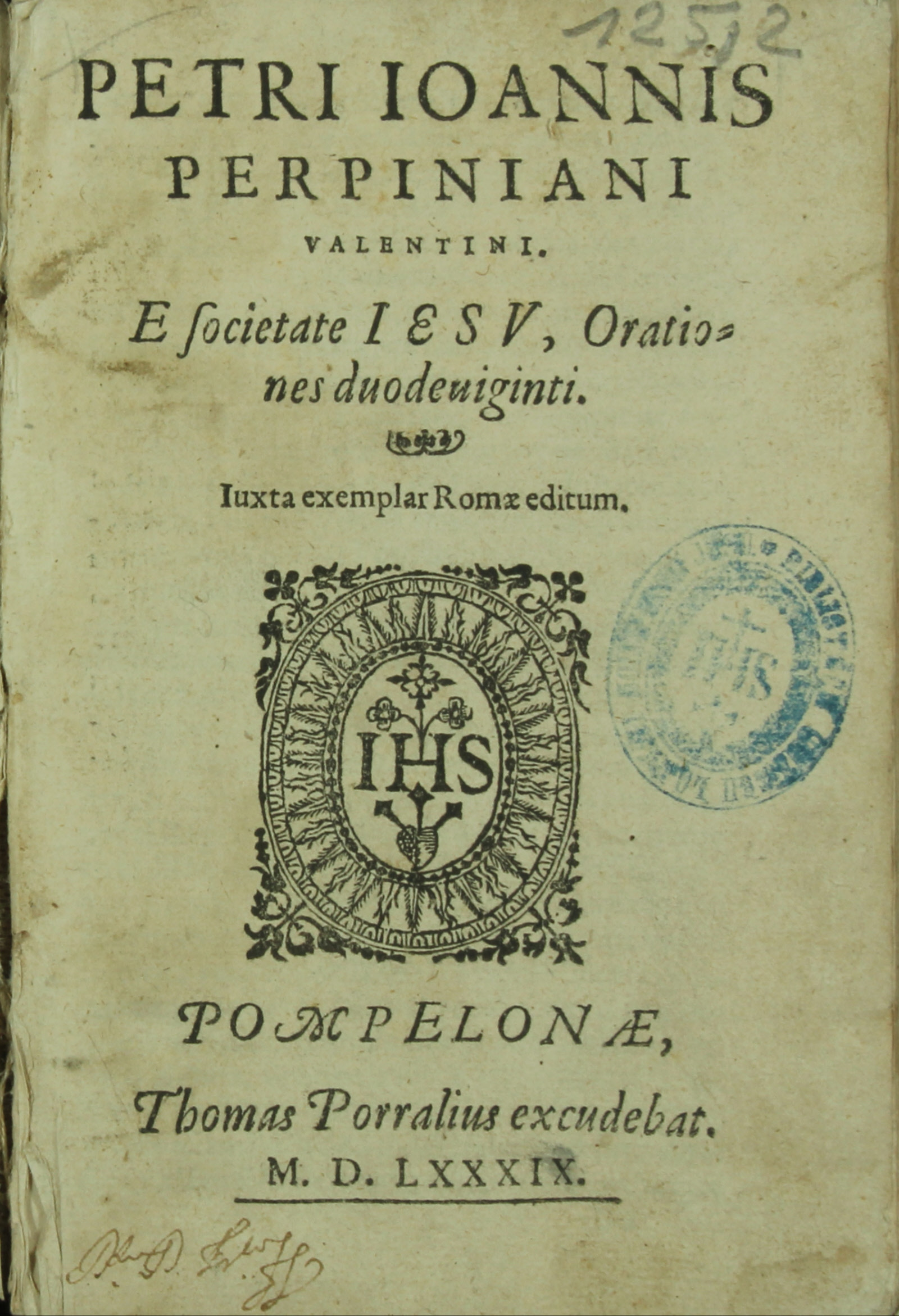
Petri Joannis Perpiniani Valentini, e societate Jesu, orationes duodeviginti (Pamplona, 1589)

- (la) Pedro Juan Perpiñán, Orationes quinque, Rome, Vincentius Luchinus excudebat, 1565 (lire en ligne).
- De humana divinaque philosophia discenda, ad Parisienses oratio, Paris, 1566, in-8° ;
- Orationes sex, dans le recueil intitulé : Trium hujus seculi oratorum præstantissimorum, Marci-Antonii Mureti, Caroli Sigonii, P. J. Perpiniani orationes, à Dilingen 1572, in-8° ; à Cologne 1581, in 12 ; à Ingolstad 1584, in-8°. Les harangues du P. Perpiñán sont les cinq imprimées à Rome en 1565, et celle qui avoit été imprimée à Paris en 1566 ;
- Orationes duodeviginti, Rome 1587, in-8°, par les soins du P. Torsellini. Il y a eu depuis beaucoup d’éditions de ce recueil, une entre autres à Paris, juxta exemplar Romæ editum, 1588 in-8, chez Jean Corbon, une à Lyon en 1594, Hugues de La Porte, avec une épître dédicatoire du P. Francesco Benci à Edouard Farnèse et une préface du P. Torsellini. Moréri parle d'une édition faite aussi à Lyon en 1603 ; tout ce qu'il en dit convient à celle que nous venons de décrire. Il ne faudrait pas prendre pour une réimpression des harangues de Perpiñán le volume in-12 qui porte ce titre : Petri Joannis Perpiniani Valentini, e societate Jesu, orationes duodeviginti, Douai, Jean Bogard, 1598. Ce n'est que le frontispice de l'édition de Lyon, apposé au discours de Muret.
- Historia de vita et moribus beatæ Elisabeth, Lusitaniæ reginæ, Cologne, 1609, in-8 ;
- Petri Joannis Perpiniani soc. Jesu aliquot Epistolae, etc., Paris, Cl. Thiboust, 1683, in-8°. Le P. François Vavasseur avait commencé l'édition de ce petit recueil de lettres ; mais la mort l'ayant empêché de la faire continuer, le P. Jean Lucas, son confrère, acheva ce qui avait été laissé imparfait , et composa un avis au lecteur, qui contient l'éloge du P. Perpiñán. Toutefois, le P. Lucas se trompe en disant que l'auteur de ces Lettres avait enseigné la rhétorique dans le collége de Paris ; celui qui était chargé de cette classe durant le séjour de Perpiñán dans la capitale, était le P. Michel Vanegas.